# سبز است رنگ
سبز است رنگ (به انگلیسی: Green Is the Colour) نام آهنگی از گروه موسیقی پینک فلوید است که در آلبوم بیشتر ۱۹۶۹ آنها قرار گرفته است.این آهنگ توسط راجر واترز نوشته شده است.صدای ساز نی‌لبک در این آهنگ توسط لیندی میسن همسر درام‌زن نیک میسن نواخته می‌شود.

## اجرای زنده
این آهنگ در اجراهای زنده به عنوان قطعه‌های تماماً الکترونیکی گروه و با سرعت آهسته‌تر اجرا می‌شد. دیوید گیلمور هنگام نواختن گیتار آوازه‌خوانی نامفهوم می‌کرد و معمولاً آهنگ «مراقب تبر باش، یوجین» بدنبال این آهنگ خوانده می‌شد. این آهنگ در اجراهای ۱۹۶۹٬۱۹۷۰٬۱۹۷۱ به نمایش درمی‌آمد و برای آخرین‌بار در تور کوتاه ژاپن و استرالیا در اوت ۱۹۷۱ اجرا شد.
این آهنگ در کلید سل ماژور است.

## دست‌اندرکاران
- دیوید گیلمور -گیتار آکوستیک، خواننده
- ریچارد رایت - پیانو و اُرگ
- راجر واترز - گیتار بیس
- نیک میسن - درام و ساز کوبه‌ای
- لیندی میسن - نی‌لبک